# Sofia Doroteia de Eslésvico-Holsácia-Sonderburgo-Glucksburgo
Sofia Doroteia de Eslésvico-Holsácia-Sonderburgo-Glucksburgo (em alemão:  Dorothea Sophia; Glücksburg, 28 de setembro de 1636 — Carlsbad, 6 de agosto de 1689) foi uma princesa de Eslésvico-Holsácia-Sonderburgo-Glucksburgo por nascimento. Ela foi duquesa consorte de Brunsvique-Luneburgo pelo seu primeiro casamento com Cristiano Luís de Brunsvique-Luneburgo, e eleitora consorte de Brandemburgo e duquesa da Prússia pelo seu segundo casamento com Frederico Guilherme, Eleitor de Brandemburgo.

## Família
Sofia Doroteia foi a quinta filha e décima criança nascida do duque Filipe de Eslésvico-Holsácia-Sonderburgo-Glucksburgo e de Sofia Edviges de Saxe-Lauemburgo. 
Os seus avós paternos eram João II, Duque de Eslésvico-Holsácia-Sonderburgo-Plön e Isabel de Brunsvique-Grubenhagen. Os seus avós maternos eram o duque Francisco II de Saxe-Lauemburgo e Maria de Brunsvique-Luneburgo.
Os seus bisavós paternos eram o rei Cristiano III da Dinamarca e a rainha Doroteia de Brandemburgo.

## Biografia
No dia 9 de outubro de 1653, aos 16 anos de idade, a princesa casou-se com o duque Cristiano Luís, de 31 anos, em Celle, na Baixa Saxônia. Ele era filho de Jorge, Duque de Brunsvique-Luneburgo e de Ana Leonor de Hesse-Darmstadt, e portanto irmão de Sofia Amália de Brunsvique-Luneburgo, rainha consorte da Dinamarca e Noruega como esposa de Frederico III da Dinamarca.
Apesar de o casamento ter durado quase doze anos, eles não tiveram filhos. O duque faleceu em 15 de março de 1665.

Retrato por Jacques Vaillant, no Castelo de Caputh

Viúva, mudou-se para o Castelo de Herzberg, em Herzberg am Harz, na Baixa Saxônia.
No dia 13 ou 14 de junho de 1668, na cidade de Groninga, ou no Castelo de Groninga, no distrito de Groninga, aos 31 anos, ela tornou-se a segunda esposa do eleitor Frederico Guilherme, de 48 anos. Ele era filho de Jorge Guilherme, Eleitor de Brandemburgo e de Isabel Carlota do Palatinado. A primeira esposa dele foi Luísa Henriqueta de Orange-Nassau, que morreu em 1667.
O casal teve sete filhos, quatro meninos e três meninas. Além disso, Sofia Doroteia foi a madrasta dos filhos do primeiro casamento de Frederico Guilherme, incluindo o rei Frederico I da Prússia.
Em 1670, a eleitora comprou o estado de Brandemburgo-Schwedt e outros feudos para os seus filhos. Em 1676, ela tornou-se a comandante de seu próprio regimento, chamado de Antigo Regimento de Infantaria Prussiana. O seu nome também foi dado a dois navios de guerra da marinha de Brandemburgo.
O seu marido lhe presentou com o bairro de Dorotheenstadt, em Berlim, o qual recebeu seu nome em homenagem a princesa.
Ela ficou viúva novamente em 29 de abril de 1688.
Sofia Doroteia faleceu no dia 6 de agosto de 1689, ao 52 anos, em Carlsbad, e foi enterrada na Catedral de Berlim, na Alemanha.

## Descendência
- Filipe Guilherme de Brandemburgo-Schwedt (19 de maio de 1669 – 19 de dezembro de 1711), foi marquês de Brandemburgo-Schwedt. Foi marido da princesa Joana Carlota de Anhalt-Dessau, com quem teve seis filhos;
- Maria Amália de Brandemburgo (16 de novembro de 1670 – 17 de novembro de 1739), primeiro foi casada com o príncipe hereditário Carlos de Mecklemburgo-Güstrow. Pelo seu segundo casamento com o duque Maurício Guilherme Saxe-Zeitz, ela teve cinco filhos;
- Alberto Frederico de Brandemburgo-Schwedt (24 de janeiro de 1672 – 21 de junho de 1731), foi marquês de Brandemburgo-Schwedt. Foi marido de Maria Doroteia da Curlândia, com quem teve cinco filhos;
- Carlos Filipe de Brandemburgo-Schwedt (5 de janeiro de 1673 – 23 de julho de 1695), foi marquês de Brandemburgo-Schwedt e Grão-mestre da Ordem de São João dos Cavalheiros Hospitaleiros. Não se casou e nem teve filhos;
- Isabel Sofia de Brandemburgo (5 de abril de 1674 – 22 de novembro de 1748), foi casada três vezes, porém, teve filhos apenas com seu primeiro marido, Frederico Casimiro Kettler;
- Doroteia de Brandemburgo (1675 – 1676);
- Cristiano Luís de Brandemburgo-Schwedt (24 de maio de 1677 – 3 de setembro de 1734), foi marquês de Brandemburgo-Schwedt e tenente-general do exército prussiano. Não se casou e nem teve filhos.